# Proclus
Proclus (în greacă: Πρόκλος / Proklos; n. 8 februarie 412 d.Hr., Constantinopol, Imperiul Roman de Răsărit – d. 17 aprilie 485 d.Hr., Atena, Imperiul Roman de Răsărit), a fost un filozof neoplatonic grec, unul dintre ultimii marii filozofi clasici.
Majoritatea operelor sale reprezintă comentarii asupra dialogurilor lui Platon, printre aceste dialoguri enumerându-se: Alcibiades, Cratylus, Parmenides, Republica, Timaeus.  Proclus a scris două tratate importante cu conținut teologic: Teologia platonică și Elementele teologiei. Proclus a scris și un comentariu asupra Elementelor lui Euclid, care face referire la o axiomatizare anterioară, de Hipocrate din Chios.

## Legături externe
- en  Biografie la Britannica Online Encyclopedia
- en  Biografie la MacTutor History of Mathematical Archive